# الکساندر کاوالکوسکی
الکساندر کاوالکوسکی (انگلیسی: Aleksander Kawałkowski; ۱ ژانویهٔ ۱۸۹۹ – ۱ ژانویهٔ ۱۹۶۵) افسر (ارتش)، و دیپلمات اهل لهستان بود.

## زندگی‌نامه
الکساندر کاوالکوسکی در اول ژانویه ۱۸۹۹ در ورشو متولد شد. در سال ۱۹۱۵ به نیروهای مسلح لهستان پیوست و سپس ارتش لهستان را در سال ۱۹۱۸ بازسازی کرد. در زمان جمهوری دوم لهستان، او در دانشکده نظامی (دانشکده فنی و مهندسی)، عضو گروه تاریخی نظامی و عضو وزارت دین و آموزش و پرورش بود. از سال ۱۹۳۴ تا ۱۹۳۶ وابسته نظامی لهستان در پاریس بود و پس از آن در شهر لیل فرانسه بعنوان سر کنسول در کنسولگری لهستان خدمت کرد.

## شرکت در گروه‌های مقاومت
در جنگ جهانی دوم پس از سقوط فرانسه در تهاجم نازی‌ها در نبرد فرانسه، در گروه‌های مقاومت لهستانی در فرانسه فعالیت داشت. پس از آزادسازی پاریس در سال ۱۹۴۴، به عنوان وزیر به دولت در تبعید لهستان پیوست. در ارتش لهستان، او به درجه سرهنگ دومی رسید.